# Adela Akers
Adela Akers (7 de febrero de 1933-9 de agosto de 2023), fue una artista textil estadounidense, nacida el 7 de febrero de 1933 en Santiago de Compostela. Es profesora emérita en la Tyler School of Art.

## Datos biográficos
Nacida en Santiago de Compostela, Galicia, pocos años antes de la guerra civil española, se crio en Cuba.
Se graduó en la Universidad de La Habana, en Farmacología. Fue alumna del Instituto de Arte de Chicago y de la Academia de Arte Cranbrook. Fue tejedora en residencia de la Escuela de Oficios Penland en Spruce Pine(del inglés: Penland School of Crafts).
Reside en Guerneville, California.
Su obra está representada en la Galería Renwick, el Metropolitan Museum of Art y en el Museo de Arte y Diseño de Nueva York.
Sus papeles están depositados en los Archivos de Arte Americano.

## Exposiciones
- 2010 Sonoma County Museum[7]
- 2010 "The 49th Anniversary Show" Triangle Gallery[8]
- 2008 "Ashes to Art", The Gallery at FUNERIA
- 1991 Museo de Arte de Filadelfia
- 1986 Pennsylvania Academy of the Fine Arts[9]
- 1982 Escuela de Diseño de Rhode Island
- 1982 Museo Nacional de Diseño Cooper-Hewitt